# Wilfrid Bach
Oskar Wilfrid Bach (* 23. Februar 1936 in Untersuhl; † 21. Juni 2015 in Münster) war ein deutscher Geograph und Klimatologe. Der international tätige Hochschullehrer gehörte zu den bedeutsamsten Wegbereitern der Erforschung der menschengemachten globalen Erwärmung.

## Leben
Wilfrid Bach studierte von 1956 bis 1961 Geographie an der Philipps-Universität Marburg und der University of Sheffield. Anschließend blieb er für seine Promotion zum  Ph.D. (Dr. phil.) im Fachbereich Atmosphärenwissenschaften bis 1965 in Sheffield. In seiner Dissertationsschrift mit dem Titel Some Aspects of the Problems of Urban Climatology with Reference to Climate, Types of Weather and Air Pollution in Sheffield beschäftigte er sich mit Fragestellungen zum Stadtklima. Danach war er an Universitäten in Montreal, Cincinnati, Hawaii und Zürich tätig. 1975 folgte er dem Ruf der Westfälischen Wilhelms-Universität zu Münster als ordentlicher Professor auf den Lehrstuhl für Atmosphärenwissenschaften sowie Direktor der Forschungsstelle für Angewandte Klimatologie und Umweltstudien beziehungsweise der späteren Abteilung für Klima- und Energieforschung am Institut für Geographie. Dort prägte er bis zu seiner Emeritierung im Jahr 2001 das Fach Klimatologie. Als geschäftsführender Direktor leitete er ab 1994 das neu gegründete Institut für Landschaftsökologie. 1983/1984 war er Dekan der mathematisch-naturwissenschaftlichen Fakultät der Westfälischen Wilhelms-Universität.

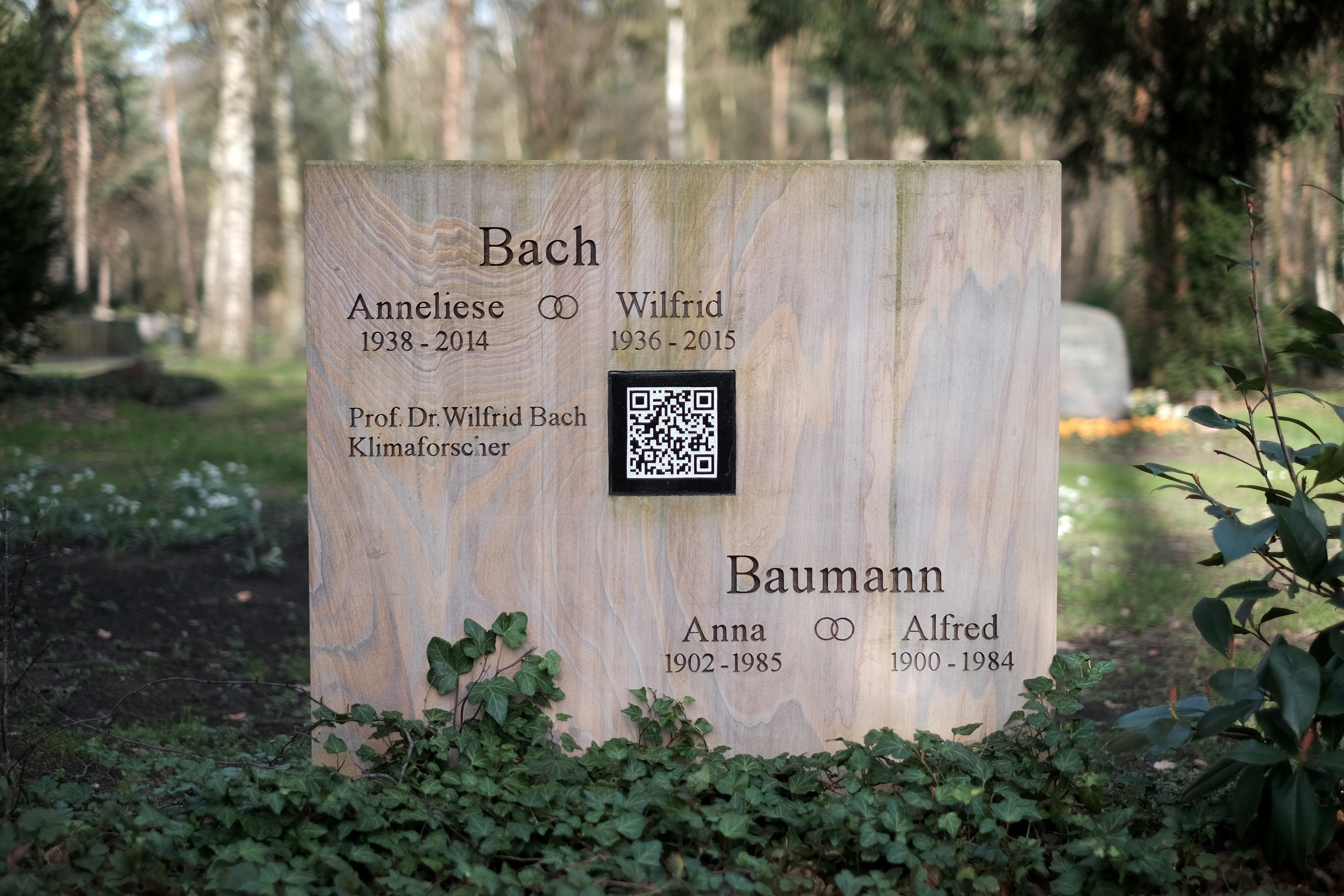
Grabmal des Klimaforschers Prof. Dr. Wilfrid Bach auf dem Waldfriedhof Lauheide mit QR-Code.

Wilfrid Bach, der in seinen letzten Lebensjahren an der Alzheimer-Krankheit litt und zurückgezogen in einem Heim in Münster lebte, starb am 21. Juni 2015 im Alter von 79 Jahren. Seine letzte Ruhe fand er auf dem Waldfriedhof Lauheide.

## Leistungen
Wilfrid Bach gehörte zu den Pionieren der Klimatologie und der Energieforschung und war in den 1980er Jahren einer der bedeutsamsten Wegbereiter der Erforschung der menschengemachten Globalen Erwärmung. Befasste er sich zu Anfang seiner wissenschaftlichen Laufbahn vor allem mit Aspekten der Luftverschmutzung und der Luftqualität, begann er bereits Anfang der 1980er Jahre vor einer „CO2-Bedrohung“ als Gefahr für unser Klima – so einer seiner Buchtitel im Jahr 1982 – zu warnen. Allerdings dominierten zumindest in Deutschland zu dieser Zeit eher die aufkommende Sorge um das „Waldsterben“ sowie die Anti-Atomkraft-Bewegung und später das „Ozonloch“ die öffentliche Debatte. Die von Bach bereits in den 1970er Jahren gesehene „Beeinflussung des Klimas durch anthropogene Faktoren“ trat hingegen erst in den 1990er Jahren verstärkt auch in das öffentliche Bewusstsein. Bach hatte jedoch schon davor immer wieder auch konkrete Maßnahmen zum Klimaschutz eingefordert. Der Klimaforscher beschäftigte sich in dieser Zeit schwerpunktmäßig damit, Klima-, Umwelt- und Energiekonzepte auf lokaler und globaler Ebene zu entwerfen und nach Möglichkeiten für deren Umsetzung zu suchen. So entwickelte er mit seinem Team an der Universität Münster Anfang der 1990er Jahre ein integriertes Energiekonzept samt entsprechender Software.
Im Zusammenhang mit der Ursachenforschung für Klimaänderungen hat sich Bach auch mit der Frage nach den globalen klimatischen und ökologischen Auswirkungen eines möglichen Atomkrieges beschäftigt. Bereits in den 1980er Jahren hat er sich zudem deutlich für einen „Atomausstieg“ ausgesprochen.
In dem im Jahr 2000 veröffentlichten Buch Klimaschutz für das 21. Jahrhundert: Forschung, Lösungswege, Umsetzung zog Wilfrid Bach nicht nur die Bilanz seines wissenschaftlichen Arbeitslebens, sondern zeigte auch seine Klimaschutz-Visionen für die Zukunft auf.

## Mitgliedschaften und gesellschaftliches Engagement
Bach gehörte von 1987 bis 1994 der Enquete-Kommission „Vorsorge zum Schutz der Erdatmosphäre“ des Bundestages an. Außerdem engagierte er sich als Mitglied des Beirats für Klima und Energie der Stadt Münster. Er war Mitglied der „Medical Coalition for a Sustainable Global Environment“, des Moskauer Internationalen Energie-Klubs und des Interessenverbands Eurosolar.

## Schriften
Wissenschaftliche
- Some Aspects of the Problems of Urban Climatology with Reference to Climate, Types of Weather and Air Pollution in Sheffield. Dissertationsschrift (2 Teile). Sheffield 1964.
- Solar Radiation and Atmospheric Turbidity. Kettering Laboratory, Cincinnati 1969.
- Atmospheric Pollution (=Teil der Reihe McGraw-Hill problems series in geography). McGraw-Hill, New York 1972.
- Mit Anders Daniels: Vorschläge für ein System zur Überwachung der Luftverunreinigung. Eidgenössisches Amt für Umweltschutz, Bern 1973.
- zusammen mit Anders Daniels: Handbook of Air Quality in the United States. Oriental, Honolulu 1975.
- Changes in the Composition of the Atmosphere and Their Impact Upon Climatic Variability. An Overview (=Heft 24 der Reihe Bonner meteorologische Abhandlungen). Dümmler, Bonn 1976, ISBN 3-427-75841-9 (formal falsche ISBN).
- Untersuchung der Beeinflussung des Klimas durch anthropogene Faktoren und (zusammen mit Ulrich Hampicke) Die Rolle terrestrischer Ökosysteme im globalen Kohlenstoff-Kreislauf (=Heft 6 der Reihe Münstersche geographische Arbeiten). Schöningh, Paderborn 1980, ISBN 3-506-73206-4.
- Mit Hans-Josef Jung und Heinrich Knottenberg: Modeling the Influence of Carbon Dioxide on the Global and Regional Climate. Methodology and Results (=Heft 21 der Reihe Münstersche geographische Arbeiten). Schöningh, Paderborn 1985, ISBN 3-506-73221-8.
- Mitarbeit in: Kommentierte Bibliographie zur Geographie., 1987.

Populärwissenschaftliche
- Gefahr für unser Klima. Wege aus der CO2-Bedrohung durch sinnvollen Energieeinsatz. C. F. Müller, Karlsruhe 1982, ISBN 3-7880-7162-1.
- Mit Rudolf Müller-Elze: Gesunder Landbau. Gesunde Ernährung. Fischer-TB, Frankfurt 1985, ISBN 3-596-24099-9.
- Mit Hermann Bömer und Harry Kunz: Der Ausstieg ist möglich. Energie ohne Atomkraft. Pahl-Rugenstein, Köln 1986, ISBN 3-7609-1090-4.
- Klimaschutz. Von vagen Absichtserklärungen zu konkreten Handlungen. C. F. Müller, Karlsruhe 1991, ISBN 3-7880-7434-5.
- Mit Florentin Krause und Jon Koomey: Energiepolitik im Treibhauszeitalter. Maßnahmen zur Eindämmung der globalen Erwärmung. C. F. Müller, Karlsruhe, und Economica, Bonn, 1992, ISBN 3-7880-7436-1 und ISBN 3-87081-162-5.
- Mit H.-W. Georgii und Lore Steubing: Schadstoffbelastung und Schutz der Erdatmosphäre (=Band 7 der Reihe Umweltschutz). Economica, Bonn 1995, ISBN 3-87081-542-6.
- Klimaschutz für das 21. Jahrhundert. Forschung, Lösungswege, Umsetzung  (=Band 14 der Reihe Worte, Werke, Utopien.) Verlag Lit, Münster, 2000, ISBN 3-8258-4503-6.

Artikel, Beiträge, Sonstiges
- Anthropogen bedingte Klimaänderungen. (=Heft 3 von Westfalen im Bild: Reihe Grundlagen und Probleme der Ökologie. Medienkombination mit Dias). Landschaftsverband Westfalen-Lippe, Landesbildstelle Westfalen, Münster 1986, DNB 870177117.
- Beitrag in: Hermann Scheer (Hrsg.): Die gespeicherte Sonne. Wasserstoff als Lösung des Energie- und Umweltproblems. Piper, 1987, ISBN 3-492-10828-8.
- Professor Wilfrid Bach über Programme zur Verhinderung der drohenden Klimakatastrophe. – In: Der Spiegel am 7. November 1988.
- Mit Stefan Gössling: Klimaökologische Auswirkungen des Flugverkehrs. In: Geographische Rundschau, Vol. 48, 1996, p. 54–59.